# 1716년 쇼군 경합

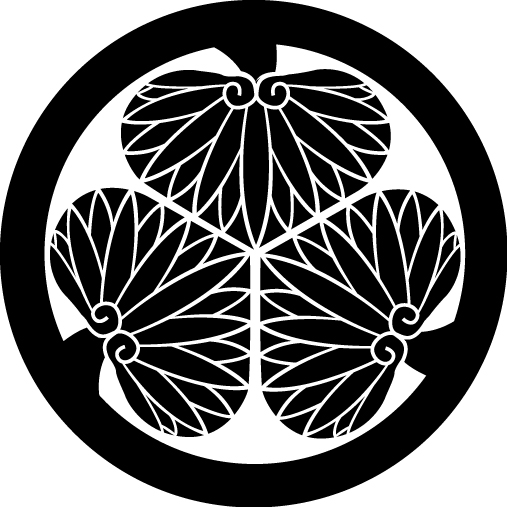
에도 막부와 고산케의 문장

쇼군 당선자 도쿠가와 요시무네

1716년 쇼군 경합은 일본 에도 막부에서 제8대 쇼군을 선출하기 위해 진행된 경합이다.
1716년 제7대 쇼군 도쿠가와 이에쓰구가 세상을 떠나자 공석이 된 쇼군 자리를 놓고 고산케의 3명의 번주가 경합하게 되었다.

## 쇼군 후보
- 오와리 번주 도쿠가와 쓰구토모
- 기슈 번주 도쿠가와 요시무네
- 미토 번주 도쿠가와 쓰나에다

## 심사 위원
- 덴에이인
- 겟코인
- 마나베 아키후사
- 아라이 하쿠세키

## 결과
도쿠가와 쓰나에다는 도중에 후보를 사퇴하였다. 경합 끝에 덴에이인의 후원으로 도쿠가와 요시무네가 8대 쇼군에 당선되었다. 그러나 후유증이 완전히 없어진 건 아니어서 이후 1730년 도쿠가와 쓰구토모의 뒤를 이어 오와리 번주가 된 도쿠가와 무네하루는 새로운 차원에서 쇼군 요시무네와 라이벌 구도를 세웠다. 이는 나아가 중앙의 에도 막부와 오와리 번의 라이벌 관계로 발전하였다. 그리고 요시무네도 고산케 체제의 보완책으로 자신의 아들들을 분가시켜 고산쿄를 만들었다.